# ボーヒュース・ステックニング

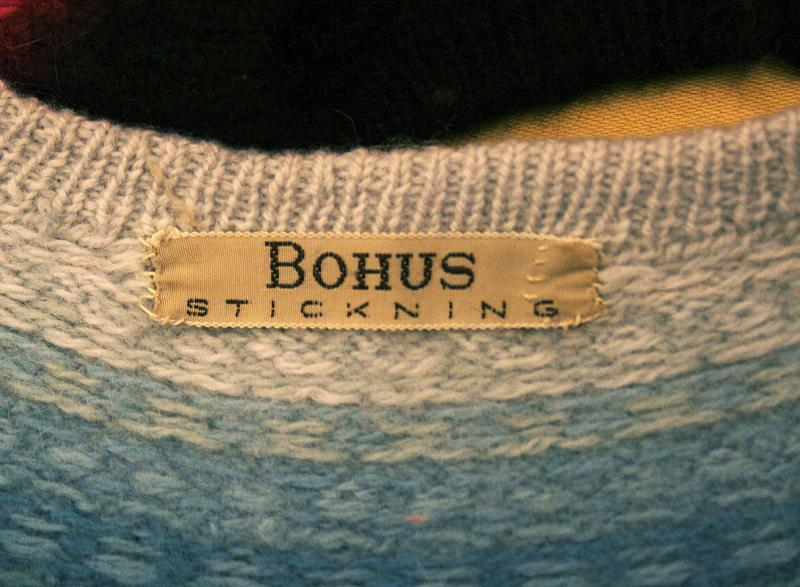
ボーヒュース・ステックニングのラベル、Akvamarinデザイン、1963年頃。Susanna Hansson Collection。

ボーヒュース・ステックニング（典: Bohus Stickning）は、1939年から1969年まで活動していたスウェーデンの編み物製品会社である。大恐慌期にスウェーデンのブーヒュースレーン地方の貧しい家庭に収入を提供するための家内工業として設立された。創業者のエマ・ヤコブソンとその他のデザイナーによってデザインされたニットウェアはブーヒュースレーン地方の女性によって手編みされ、スウェーデンと諸外国のデパート、ブティック、ファッションハウスで販売された。

## 背景と創業
ブーヒュースレーン知事の妻エマ・ヤコブソンは、失業率が高い時に低所得家庭のための経済的機会を増大させるための会社を始める助けを望んでいた女性のグループによって1937年に話を持ちかけられた。彼らは様々な製品の製造と販売を実験した。ゴールは特別な設備を必要とせず、ブーヒュースレーン地方のほとんどの女性が特別な訓練なしに実行できる手工業を探すことだった。彼らは手編みの衣類を製造することを決定した。ボーヒュース・ステックニングは1939年9月12日にエマ・ヤコブソンによって正式に創業された。ヤコブソンは会社の30年の歴史を通して社の指導者、先導的な働きをした人物であった。
最初期の数カ月間、会社はミトンと靴下を生産した。エマ・ヤコブソンはノーディスカ・コンパニーといったストックホルムの大型店舗にこれらを数多く販売することができた。1940年から以後、ボーヒュース・ステックニングは女性の衣類に特化して、スカーフ、ハット、セーター、ジャケットを生産した。

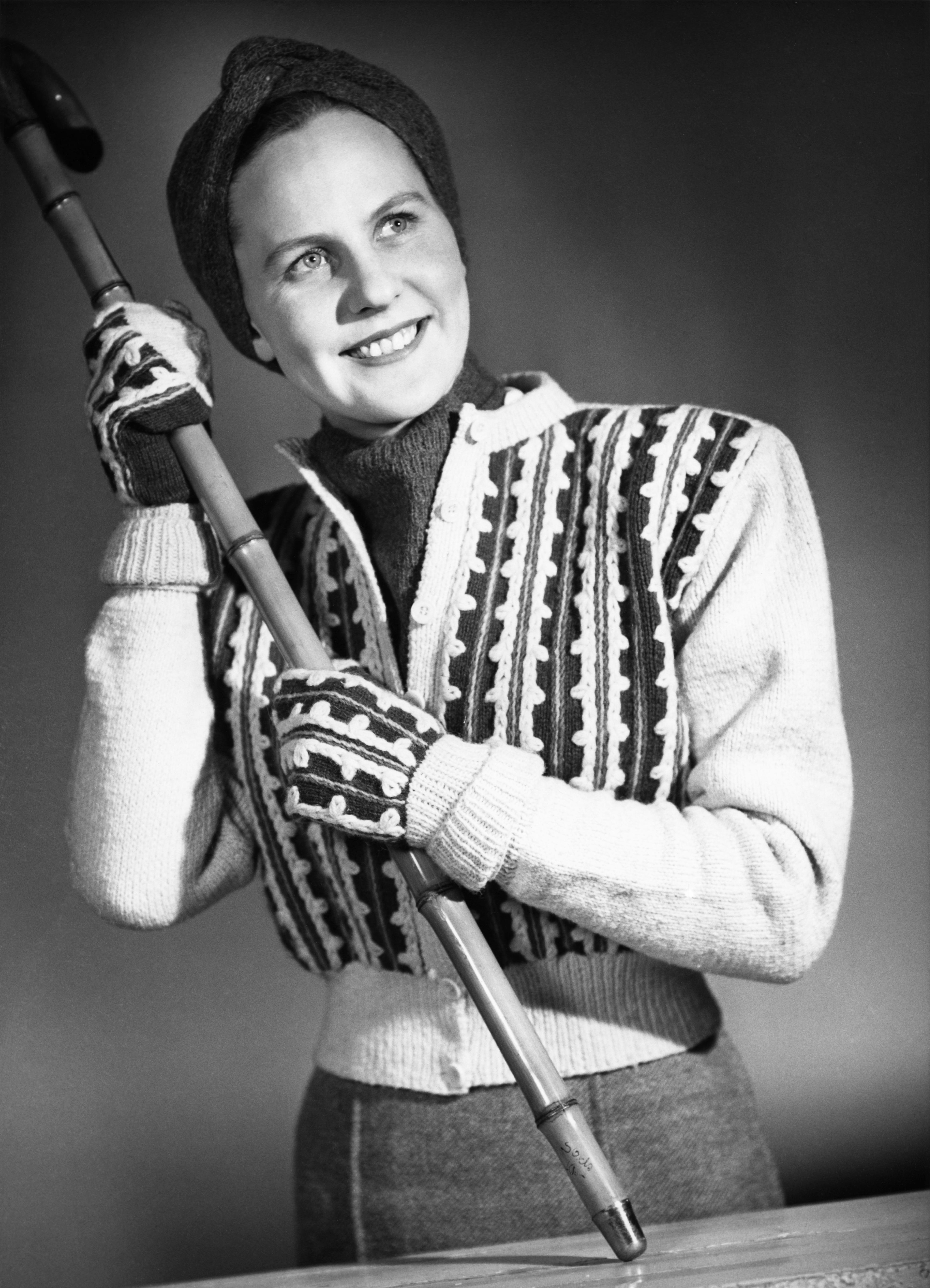
1944年
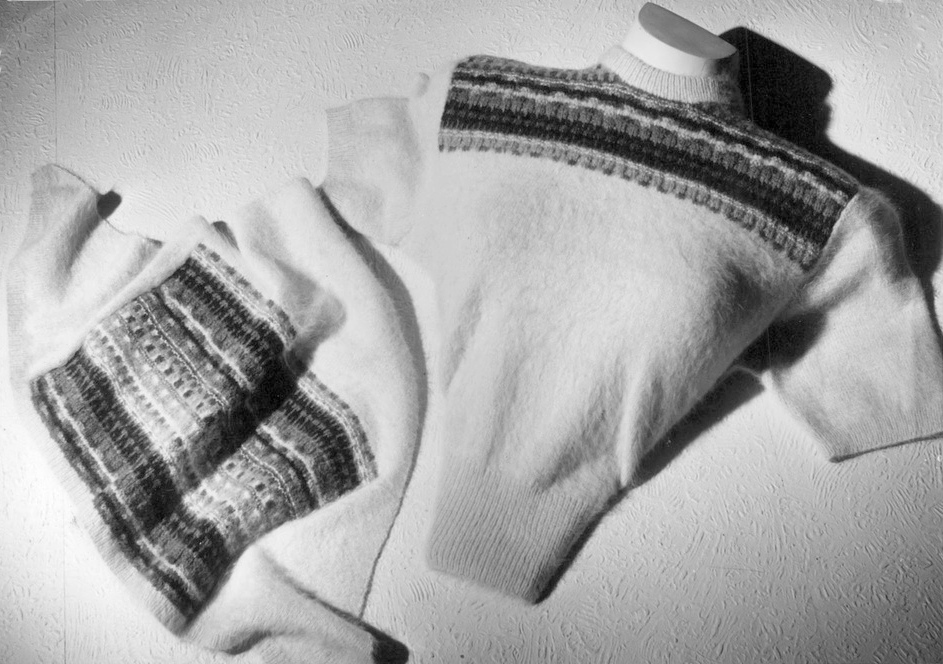
1946年
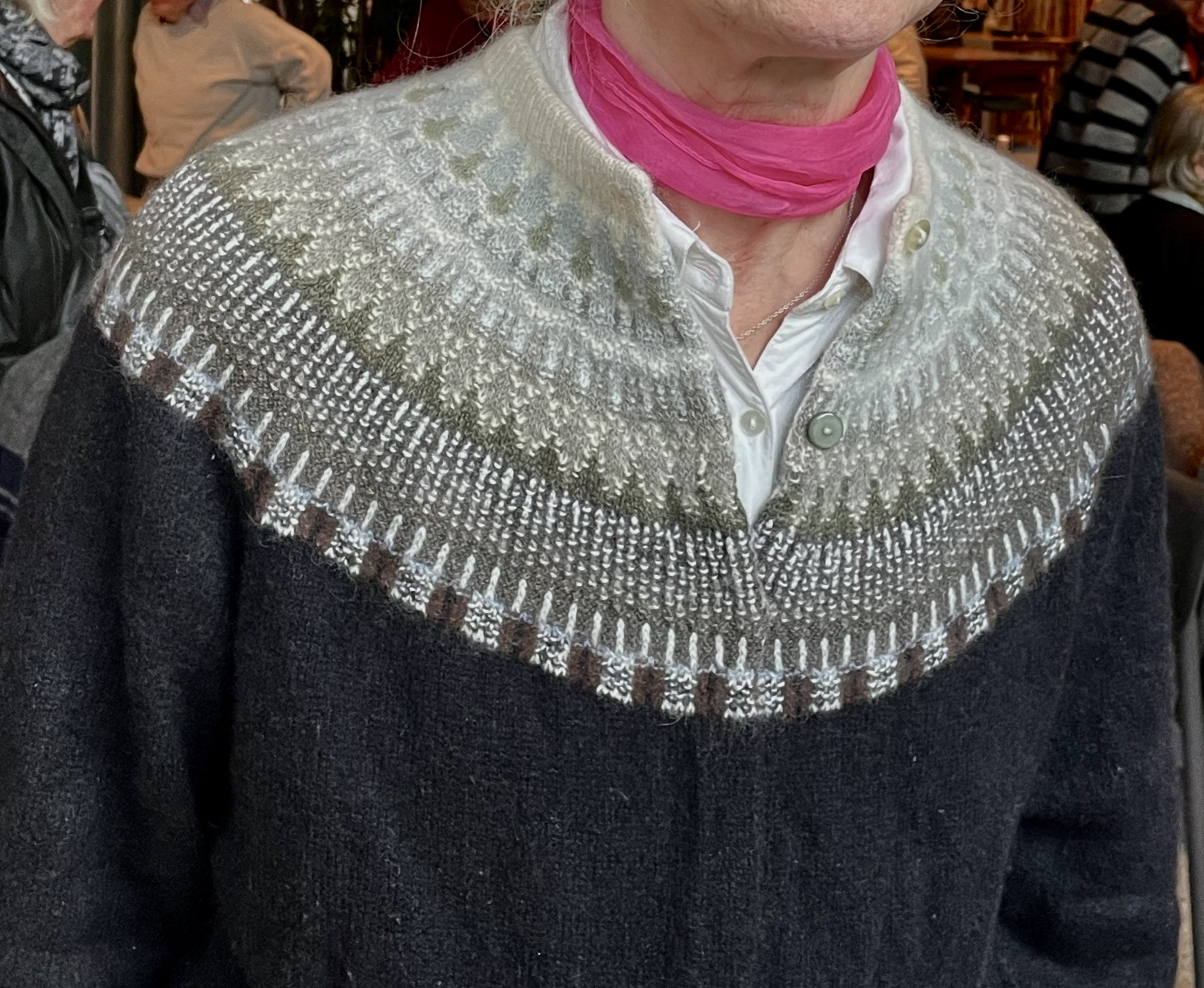

## デザイン
ブーヒュースレーン地方には地元に編み物の伝統がなかったため、ボーヒュース・ステックニングは社のための新たなデザインを作り出すためにアーティストを募集した。1940年代、特徴的な「ボーヒュース・ステックニング」スタイル、軽いウールあるいはアンゴラブレンド糸を使用して、ニット編みとパール編み（裏編み）の独特な組み合わせから作られた多色模様、が誕生した。
（熟練した美術史家で自身もアーティストだった）エマ・ヤコブソンに加えて、ボーヒュース・ステックニングのデザイナーとしてはVera Bjurström（1939年–1940年代初頭）、Anna-Lisa Mannheimer Lunn（1940年代–1953年）、Annika Malmström-Bladini（1952年–1959年、その後フリーランスのデザイナーとして1960年代中頃まで）、Kerstin Olson（1958年–1969年）、Karin Ivarsson（1960年–1969年）がいた。Mona Reuterberg、Margareta Nordlund、Ulla Eson Bodin、およびErna Gislevも社の芸術的な仕事において積極的な役割を担った。Göta Trägårdhも社の芸術的側面を高めるのを助けるためのファッションアドバイザーとして活動した。ボーヒュース・ステックニングのブランドは高級スタイルおよびスウェーデンファッションの同義語となった。著名な顧客にはヘレナ・ルビンスタイン、ジュリエット・グレコ、イングリッド・バーグマン、アーサー・キット、グレース・ケリー、バーブロ・アルヴィングがいた。

## 復活
1995年、Wendy Keeleが『Poems of Color: Knitting in the Bohus Tradition and the Women Who Drove This Swedish Cottage Industry』を出版した。彼女の本は、特にスウェーデン国外でボーヒュース・ステックニングへの関心の復活に火を付けた。この本は、オリジナルのデザインカードの色再現およびビンテージのボーヒュース・ステックニングの衣類の再版写真を含む、英語で初の社の長期にわたる歴史を提供した。1999年、ブーヒュースレーン博物館と協力して、染色の達人Solveig Gustafssonがオリジナルの模様カードと仕様書からボーヒュース・ステックニングの衣服を再現するために糸を調達し、染めた。彼女はその後70種類のボーヒュース・ステックニングの模様を再現し、2014年に引退するまで彼女のビジネスSolsilkeとブーヒュースレーン博物館を通してこれらの模様と染めた糸を提供した。次に、アンゴラウサギ農家Pernille Silfverbergが事業を引き継ぎ、彼女のビジネスAngoragarnetを通して模様レパートリーを展開した。彼女達の研究と努力の物語はViveka Overlandが執筆した博物館の本『Bohus Stickning: På Nytt, The Revival』（2015年）に年代順に記録されている。Gustafssonはブーヒュースレーン博物館はボーヒュース・ステックニングの商標の共同所有者である。ボーヒュース・ステックニングの再現は、細糸で編んだ、多色の、より糸の編み物に関心がある編み物愛好家の間で人気である。とりわけ、ステファニー・パール＝マクフィーはボーヒュース・ステックニングを再現した2着のセーターの製作の進行に関してブログに掲載し、Kate DaviesはGotiska Fönstret（Gothic Window）セーターの手編みを通してボーヒュース・ステックニングのヨークスタイルを分析してきた。2009年、Susanna HanssonとWendy J. Johnsonはミネソタ州ミネアポリスにあるアメリカン・スウェディッシュ・インスティテュートにおいて『Bohus Stickning. Radiant Knits: An Enchanting Obsession』と題した展示会をキュレートした。この展示会はボーヒュース・ステックニング社の歴史と遺産を目玉にした。

## 特筆すべきデザイン
- Stora Nejlikan, The Large Carnation, by Emma Jacobsson, (early 1940s)
- Blåklint, Cornflower, by Vera Bjürström, 1940.
- Röda Randen, The Red Edge, by Anna-Lisa Mannheimer-Lunn, ca. 1940
- Härskogen, by Anna-Lisa Mannheimer-Lunn, (mid-1940s)
- Blå Skimmer, Blue Shimmer, by Anna-Lisa Mannheimer, Lunn, 1949
- Skogsmörkret, The Forest Darkness, by Annika Malmström-Bladini, 1953
- Vildäpplet, The Wild Apple, by Kerstin Olsson, 1958
- Gröna Dimman, The Green Mist, by Kerstin Olsson, 1963
- Ägget, The Egg, by Kerstin Olsson, 1963
- Stora Svanen, The Large Swan, by Karin Ivarsson, 1966